# Гроруд, Гуннар
Гуннар Гроруд (норв. Gunnar Graarud; 1 июня 1886, Холместранн — 6 декабря 1960, Штутгарт) — норвежский оперный певец (тенор).
Учился инженерному делу в Карлсруэ и лишь затем стал изучать вокал в Берлине под руководством баритона Конрада Завиловского и педагога Фредерика Хуслера. Дебютировал в 1919 г. в Кайзерслаутерне, в 1920—1922 гг. пел в Мангейме, в 1924—1926 гг. на сцене Берлинской государственной оперы. В 1927 г. дебютировал на Байрёйтском фестивале, в том же году был участником премьерного исполнения оперы Отторино Респиги «Потонувший колокол». В 1929—1937 гг. солист Венской государственной оперы, в дальнейшем также преподавал в Венской академии музыки (среди его учеников, в частности, Отто Эдельман).